# رونالد إيبانكس
رونالد إيبانكس (21 أبريل 1983 في المملكة المتحدة - ) (بالإنجليزية: Ronald Ebanks)‏ هو لاعب كريكت بريطاني.